# Либерально-демократическая партия (Турция)
Liberal Democratic Party (тур. Liberal Demokrat Parti, LDP) — классическая либеральная партия в Турции. ЛДП была основана в 1994 году под названием «Либеральная партия» турецким предпринимателем Бешимом Тибуком.
Тибук был советником президента Турции Тургута Озала до смерти Озала 17 апреля 1993 года. После смерти Тургута Озала Бешим Тибук решил основать новую партию, чтобы подчеркнуть либеральное движение в Турции. Сначала Тибук основал партию как Либеральную партию, но затем изменил её название на «Либерально-демократическую партию».
После провала его партии на всеобщих выборах 2002 года Тибук ушел в отставку. Джем Токер был лидером ЛДП с 20 июня 2005 года по 29 января 2017 года. С тех пор лидером партии является Гюльтекин Тырпанчи.
Согласно данным, опубликованным в январе 2021 года, партия насчитывает 5227 членов.

## Лидеры партии
| # | Лидер              | Портрет | Вступил в должность | Покинул пост   | Срок пребывания в должности |
| - | ------------------ | ------- | ------------------- | -------------- | --------------------------- |
| 1 | Бешим Тибук        |         | 26 июля 1994        | 25 ноября 2002 | 8 лет, 122 дня              |
| 2 | Джем Токер         |         | 20 июня 2005        | 29 января 2017 | 11 лет, 223 дня             |
| 3 | Гюльтекин Тырпанчи |         | 29 января 2017      | Действующий    | 8 лет                       |

## Результаты всеобщих выборов в Турции
| Дата выборов                                | Лидер партии       | Всего голосов                   | Процент от общего числа голосов | Депутаты (количество) |
| ------------------------------------------- | ------------------ | ------------------------------- | ------------------------------- | --------------------- |
| Парламентские выборы в Турции (1999)        | Бешим Тибук        | 127 174                         | 0,4 %                           | 0/550                 |
| Парламентские выборы в Турции (2002)        | Бешим Тибук        | 89 177                          | 0,3 %                           | 0/550                 |
| Парламентские выборы в Турции (2007)        | Джем Токер         | 36 717                          | 0,1 %                           | 0/550                 |
| Парламентские выборы в Турции (2011)        | Джем Токер         | 15 599                          | 0,04 %                          | 0/550                 |
| Парламентские выборы в Турции (июнь 2015)   | Джем Токер         | 27 167                          | 0,06 %                          | 0/550                 |
| Парламентские выборы в Турции (ноябрь 2015) | Джем Токер         | 26 816                          | 0,1 %                           | 0/550                 |
| Парламентские выборы в Турции (2018)        | Гюльтекин Тырпанчи | Не допущена к участию в выборах | Не допущена к участию в выборах | 0/600                 |